# Daniela Porcelli
Daniela Porcelli (Cagliari, 15 ottobre 1961) è un'ex mezzofondista e velocista italiana.

## Biografia
Nata nel 1961 a Cagliari, a 18 anni ha partecipato ai Giochi olimpici di Mosca 1980, in 2 gare: negli 800 m è uscita in batteria, arrivando 5ª (passavano le prime 4) con il tempo di 2'10"7, mentre nella staffetta 4×400 m insieme a Rossana Lombardo, Agnese Possamai ed Erica Rossi ha chiuso 5ª in semifinale in 3'46"2, non riuscendo a qualificarsi per la finale.
Nel 1978, a 17 anni, è stata campionessa italiana nei 400 m piani indoor con il tempo di 56"78.
Laureatasi in medicina nel 1988, è diventata in seguito medico di famiglia.

## Palmarès
| Anno | Manifestazione  | Sede  | Evento  | Risultato  | Prestazione | Note |
| ---- | --------------- | ----- | ------- | ---------- | ----------- | ---- |
| 1980 | Giochi olimpici | Mosca | 800 m   | Batteria   | 2'10"7      |      |
| 1980 | Giochi olimpici | Mosca | 4×400 m | Semifinale | 3'46"2      |      |

## Campionati nazionali
- 1 volta campionessa nazionale nei 400 m piani indoor (1978)

1978
- Oro ai Campionati nazionali italiani, 400 m piani indoor - 56"78